# المدرسة السالمية
 مدرسة السالمية  إحدى أربع المدارس القديمة في دبي منها:
مدرسة الفلاح ومدرسة السعادة و
المدرسة الأحمدية، أنشئت هذه المدرسة قبل إنشاء مدرسة السعادة بفترة بسيطة في مطلع العشرينات، أي في حدود عام 1343 هـ، أو عام 1344 هـ، أي مايوافق 1924 م، أو 1925 م. وكان مؤسسها: السيد سالم بن مصبح بن حمود، وتولى ادارتها والتدريس فيها: الشيخ محمد صالح الخليف أحد علماء السعودية، وعالم نجدي آخر اسمه حسب ما يتذكره الشيخ محمد بن يوسف، الشيخ عبد الرحمن، ومقرها قريب من سوق المطارح في ديرة من ناحية الشمال، أي غرب  سوق الذهب  حالياً، ولم يستمر التدريس فيهل طويلاً وانما انتهت بأفتتاح مدرسة السعادة أو بعد ذلك العام بفترة بسيطة.

## مدارس أهلية
كانت مدارس دبي وقتها مدارس أَهلِيّة يقوم بالتزاماتها بعض الموسرين من أهل الخير والإحسان:
- المدرسة الأحمدية : كان يصرف عليها محمد بن دلموك.
- محمد علي رضا زينل كان يصرف على مدرسة الفلاح (دبي) كما كان يصرف أيضاً على مدرسة السعادة.
- محمد بن عبيد البدور ويوسف السركال يصرفان على مدرسة السعادة.
- وسالم بن مصبح بن حمود يصرف على مدرسة السالمية.